# The Kids Are All Fight
The Kids Are All Fight o Los niños solo pelean en Hispanoamérica y Los chicos están bien peleones en España,  es un episodio perteneciente a la vigesimosexta temporada de la serie animada Los Simpson. Fue emitido el 26 de abril de 2015 en EE. UU. y lo escribió Rob LaZebnik.  

## Sinopsis
Cuando Homer encuentra una vieja película familiar, los Simpson hacen un viaje al pasado para ver los orígenes de cómo Bart y Lisa comenzaron a pelear entre sí.